# Ričice
Ričice ist ein Ort in Kroatien. Er gehört zur Gemeinde Proložac und liegt in der Gespanschaft Split-Dalmatien. 

## Geschichte
Ričice war schon in römischer Zeit besiedelt, bei Ausgrabungen hat man das Relief von "Dionysos mit Begleitung" aus dem 2. Jahrhundert gefunden. Im 15. Jahrhundert regierte in diesem Gebiet Herzog Stjepan Vukčić Kosača. Während seiner Regierungszeit wird zum ersten Mal (1454) in einen Dokument der Name Rieachi (Ricice) erwähnt.
1493 fällt das ganze Gebiet um Imotski (kroatisch:Imotska Krajina) zusammen mit Ricice in die Hände der Türken. Die meisten Bewohner von Ricice flohen nach Kucice und Svinisce.
Erst 1717 wird Imotski mit Hilfe von Venedig und Gospe od Anđela von den Türken befreit. Nach der Befreiung wird Imotska Krajina und Ricice fest in Dalmatien eingegliedert.
Auch danach kam dieses Gebiet nicht zur Ruhe, 1806 eroberte Napoleon Dalmatien.
Nach dem Wiener Kongress 1814/15 fiel der gesamte Landstrich an Österreich. In der Folge war Dalmatien ein Kronland der Österreichisch-Ungarischen Monarchie.
Nach dem Zusammenbruch der Habsburgermonarchie gehörte Dalmatien ab 1919 zum neu gegründeten Königreich Jugoslawien.
Der Vasallenstaat der Achsenmächte „Unabhängiger Staat Kroatien“ im Zweiten Weltkrieg bestand 1941–1945. In dieser Zeit starben 85 Einwohner von Ričice, davon 56 als Mitglieder der Kroatischen Wehrmacht und 7 als Tito-Partisanen. Es folgte das sozialistische Jugoslawien unter der Herrschaft von Tito.
1991 wurde Kroatien, und somit auch Dalmatien, unabhängig mit Franjo Tuđman als ersten demokratisch gewählten Staatspräsidenten.

## Bevölkerung
Ricice wird unterteilt in:
- Bušanje mit den Familien Kolovrat, Raspudić, Majić

- Donje Polje mit den Familien Parlov, Dujmović, Gujić, Topalušić, Kopač, Jukić, Orlović, Roso, Knežević, Malenica
- Gornje Selo mit den Familien Lekić, Budimir, Lukić, Knežević, Medvidović, Tandara, Lukić, Matišić, Pavić, Žuljić
- Latešići i Kurelići mit der Familie Lekić
- Sesarovići mit der Familie Tandara
- Vidići mit den Familien Kovač, Martinović
- Sičenice mit den Familien Sičenica, Matišić
- Brnasi mit den Familien Brnas i Bilić
- Grgići mit der Familie Kilić
- Sanšići mit der Familie Kilić
- Tavre mit der Familie Tavra
- Bilojelići mit den Familien Bilojelić, Čorbić, Malenica
- Cera mit den Familien Pušić, Bartulović, Pripuz, Malenica
- Buljevka mit der Familie Lažeta

## Verlauf der Einwohnerzahl ab 1843
| Jahre | Einwohnerzahl |
| 1843  | 1075          |
| 1886  | 1502          |
| 1913  | 1937          |
| 1948  | 1682          |
| 1971  | 1573          |
| 1979  | 1306          |
| 1990  | 0224          |
| 2001  | 0547          |

## Persönlichkeiten
- Bruno Tandara (1937–1989), Arzt, Politiker, Freiheitskämpfer und Jugoslawienkritiker.
- Mate Parlov (1948–2008), kroatischer Boxer. Olympiasieger 1972 München, mehrfacher Europa- und Weltmeister
- Mladen Parlov (* 1964), Rektor der theologischen Fakultät in Split und Schriftsteller
- Mate Matišić (* 1965), Schriftsteller